# Фалафель
Фала́фель (араб. فلافل‎ [fæˈlæːfɪl]; масри طعمية [tˤɑʕˈmejjɑ]; ивр. פָלָאפֶל‎; сир. ܦܠܐܦܠ; копт. ⲫⲁⲗⲁⲫⲉⲗ) — блюдо, представляющее собой жареные во фритюре шарики из измельчённых бобовых (обычно нута, но не только), приправленные пряностями.

## История
Распространённая гипотеза утверждает, что фалафель первыми начали готовить египетские копты в качестве замены мяса во время Великого поста. Затем блюдо распространилось на север, в Левант.
Согласно другим мнениям, фалафель возник ещё в фараоновском Египте либо в Индийском субконтиненте. Фалафель — это форма множественного числа араб. فلفل‎ филфиль — «перец».

## Распространение
Блюдо происходит из Египта, распространено практически во всех кухнях Ближнего Востока, а также в некоторых регионах Среднего Востока и Северной Африки.
В Израиле фалафель настолько популярен, что считается национальным блюдом и в некоторой степени символом страны.
В западных странах фалафель широко распространён в арабских кафе и закусочных, а также среди вегетарианцев и веганов.

## Приготовление
Нут или бобы замачиваются или готовятся (при этом нут не варят, а именно замачивают), затем из них делается пюре. Пюрирование производится мясорубкой, что дает фалафелю характерную текстуру крошки. Пюрирование в кухонном комбайне скорее всего даст другую, более гладкую текстуру. В пюре добавляются различные специи, среди которых традиционно могут использоваться петрушка, трава и семена кориандра, чеснок, лук, соль, чёрный и острый перцы и кумин (зира). Также могут присутствовать прочие ингредиенты, например булгур. Из этой смеси формируются шарики размером с грецкий орех, которые жарятся в масле до приобретения золотисто-коричневого цвета.
Производятся готовые сухие смеси, которые достаточно смешать с водой, чтобы получить массу для приготовления фалафеля.
Также существуют и другие виды фалафеля, например такие как зелёный фалафель, жёлтый фалафель и фалафель с кунжутом; в зелёный фалафель добавляется зелень, в жёлтый добавляется куркума, а кунжутный обваливается в кунжуте перед жаркой.

## Употребление
Фалафель традиционно подаётся с кунжутным соусом, овощами и питой. В закусочных часто подают питу, начинённую фалафелем и овощами, как фастфуд (вегетарианская шаурма).